# 알제 대학교
알제 대학교 벤유세프 벤헤다(아랍어: جامعة الجزائر - بن يوسف بن خـدة, 영어: University of Algiers Benyoucef Benkhedda)는 1909년 개교한 알제리의 알제에 있는 대학교이다.